# Bretoni

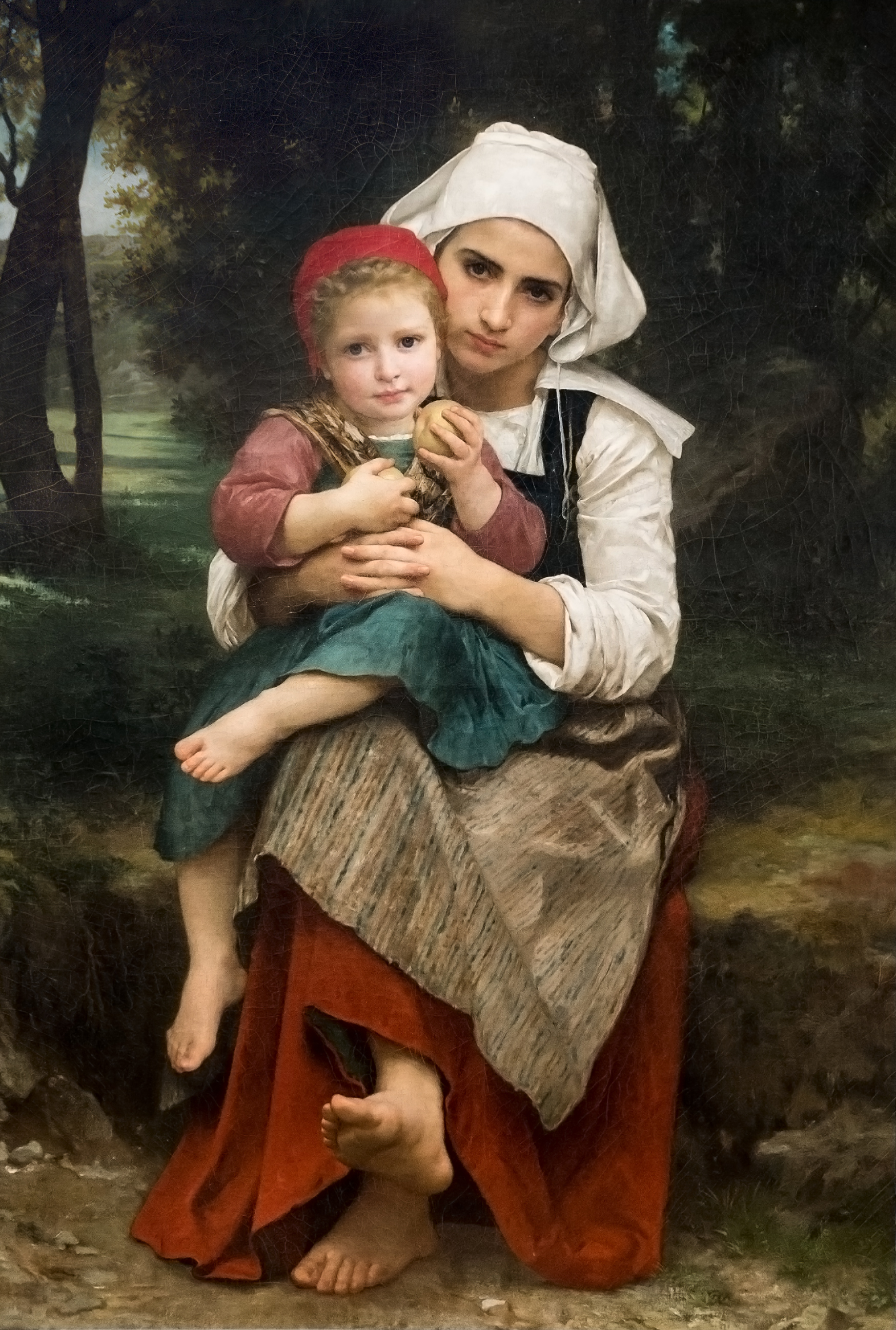
William-Adolphe Bouguereau, Fratello e sorella bretone

I bretoni (in bretone: bretoned, vretoned, breizhiz) sono il gruppo etnico e la nazionalità collegata alla regione francese della Bretagna.
La lingua parlata dai bretoni è il bretone, lingua appartenente alla famiglia delle lingue celtiche e fanno parte delle nazioni celtiche. Causa la lunga dominazione francese, i bretoni parlano il francese e solo 365 000 bretoni parlano o capiscono il bretone, e circa 240 000 sono in grado di parlarlo fluentemente.
La maggior parte dei bretoni appartiene alla Chiesa cattolica, con la presenza di appartenenti alle Chiese riformate.